# Оптимистическая трагедия
«Оптимистическая трагедия» — пьеса в трёх актах Всеволода Вишневского, написанная в 1932 году. Первоначально драматург давал пьесе различные названия: «Гимн матросам», «Триумфальная трагедия» и другие. Название «Оптимистическая трагедия» было предложено актрисой Камерного театра Алисой Коонен.

## История создания
К работе над пьесой о моряках Балтийского флота, приуроченной к 15-й годовщине Октябьской революции, Всеволод Вишневский приступил в январе 1932 года. К августу был написан первый вариант, и в 1933 году в этой редакции пьеса была поставлена в Киевском русском театре режиссёром В. Нелли-Владом; первой исполнительницей роли Комиссара стала Любовь Добржанская.
В том же году переработал пьесу и создал её вторую редакцию не столько сам Вишневский, сколько Александр Таиров в процессе постановки «Оптимистической трагедии» в Камерном театре. Именно вторая редакция утвердилась в дальнейшем на советской сцене.

## Действующие лица
- Ведущие
- Вожак
- Сиплый
- Комиссар
- Алексей
- Командир корабля
- Вайнонен
- Боцман
- Рябой
- Первый пленный
- Второй пленный
- Матросы

## Сюжет
Действие происходит в 1918 году. На боевой корабль Балтийского флота «Громобой» из Москвы направляют женщину комиссара. Власть на корабле принадлежит анархистам во главе с Вожаком; его подручные — Сиплый и матрос Алексей — встречают Комиссара насмешками, предлагают «пожениться». Комиссар выстрелом из браунинга убивает первого, кто пытается покуситься на её честь. Вожак заключает с Комиссаром перемирие, надеясь обратить её в свою веру.
Комиссар находит союзников в лице командира корабля бывшего царского офицера Беринга и сочувствующего большевикам матроса Вайнонена. По приказу из Москвы «свободный анархо-революционный отряд» преобразуют в 1-й морской полк. Властолюбивый Вожак, изображая дружелюбие и готовность подчиняться, настраивает команду против Комиссара и Командира, отдаёт собственные приказы, устраивает самосуд.
Команда отправляется на фронт; Вожак вызывает пополнение из анархистов, по его приказу арестовывают Командира. Анархисты задерживают двоих офицеров, возвращающихся на родину из германского плена; утверждая свою власть, Вожак приказывает их расстрелять. Происходит столкновение между анархистами и небольшой группой коммунистов; действия Вожака побуждают Алексея и некоторых других матросов принять сторону Комиссара; по её приказу Алексей расстреливает Вожака.
Полк направляют к Чёрному морю, где он сталкивается с немецкими войсками. Из-за предательства Сиплого часть полка попадает в плен, Комиссар погибает, остальным матросам удаётся вырваться из плена.

## Сценическая судьба

### «Оптимистическая трагедия» в Камерном театре
В том виде, в каком Всеволод Вишневский представил свою пьесу в Камерный театр, художественного руководителя она не удовлетворила. Вишневский ввёл в «Оптимистическую трагедию» двоих ведущих, которые своими комментариями создавали для сюжета пьесы исторический контекст; но были и интермедии — дискуссии о театре и современной драме, которые, по мнению Александра Таирова, отвлекали внимание зрителей и были им удалены. Таиров переработал некоторые диалоги, и любовь Алексея к Комиссару стала более возвышенной, менее грубой. Изменил режиссёр и финал пьесы: в первоначальном варианте судьба Комиссара оставалась неясной, в версии Таирова Комиссар умирает на руках у товарищей и вдохновляет их на отчаянную борьбу.
Таиров стремился к поэтическому обобщению и ради него отказывался от бытовых деталей. «Его постановка, — писала Раиса Беньяш, — была лапидарна, экспрессивна, ритмически совершенна и освобождена от всяких подробностей, которые бы могли создать представление о конкретной среде, об обычном повседневном существовании».
Вишневский следил за ходом репетиций и, в свою очередь, был им совершенно не удовлетворён. Только оглушительный успех премьеры, состоявшейся 18 декабря 1933 года, изменил его мнение. «…Это новый тип пьесы и спектакля, — писала „Правде“, — насквозь агитационный. Но если это агитация, то агитация, поднятая на высоту подлинного искусства». Спектакль вошёл в историю советского театра как произведение классическое и одно из лучших созданий Александра Таирова.
После премьеры в Камерном театре «Оптимистическая трагедия» ставилась по всей стране, именно в таировской редакции; всего в СССР насчитывалось не менее 120 постановок.

### «Оптимистическая трагедия» Георгия Товстоногова
После начала Великой Отечественной войны «Оптимистическую трагедию» вытеснили из репертуара театров более актуальные пьесы; в послевоенные годы оптимистического на сцене было много, трагедия отсутствовала почти полностью. Интерес к пьесе Вишневского возродил спектакль Георгия Товстоногова в Ленинградском театре драмы им. Пушкина.
Товстоногов поставил пьесу Вишневского как трагедию, которую оптимизмом наполняла только вера режиссёра в то, что человек был творцом истории, а не её жертвой. «Но сказать об этом, — писала Раиса Беньяш, — хотелось так, чтобы не уменьшалось и число понесенных жертв. Чтобы не снизилась высокая цена крови, заплаченной за революцию». В общем хоре Товстоногов стремился не упустить из виду ни одного участника событий и потому, в отличие от Таирова, наполнил свой спектакль бытовыми подробнстями, воссоздавая и обстановку жизни своих героев, и атмосферу эпохи. И Ведущие у Товстогова из некоего подобия античного хора превратились в пожилых матросов, доживших до 1955 года героев трагедии, рассказывающих свою собственную историю.
Художественным символом спектакля, оформленного Анатолием Босулаевым, стала идующая вверх дорога, по которой движется полк. Затянутая серым солдатским сукном, она полукружием опоясывала сцену и уходила к горизонту — в бесконечность . Но над неизменной дорогой простералось живое, изменчивое небо, которое по-разному откликалось на всё, что происходило в полку и с полком.
Если спектакль Таирова представлял собой эстетизацию революции, то Товстоногов, приступая к постановке пьесы в 1955 году, наполнил её новым и неожиданным содержанием. «Он сместил акценты, — пишет Анатолий Смелянский, — выдвинув на первый план не женщину-комиссара, а фигуру Вожака… Вязкая, ленивая походка, ударная сила коротких реплик, каменное лицо с низким лбом и пустыми немигающими глазами» — таков был герой, у которого борьба за свободу личности, философия неподчинения оказалась на поверку неистребимой потребностью подчинять.
Свой портрет не ведающего сострадания Вожака в исполнении Юрия Толубеева оставил и Константин Рудницкий: «Вожак был живым олицетворением разнузданной страсти к насилию, маниакальной подозрительности. …Вращающийся круг сцены выволакивал на всеобщее обозрение жирную тушу идола, важно развалившегося на цветастом ковре и окруженного подобострастными приспешниками, готовыми кого угодно пристрелить по первому же его знаку…». В 1955 году зрителям не нужно было объяснять, кто послужил прототипом такого Вожака.
За этот спектакль Георгий Товстоногов и Юрий Толубеев в 1958 году были удостоены Ленинской премии. И в этот раз, как считали критики, официальное признание полностью совпало с художественной значимостью произведения.

### Известные постановки

#### В СССР

Виктор Лукин в роли Алексея

- 1933 — Киевский русский театр. Постановка В. Нелли-Влада; художники — Вишневецкая и Е. Фрадкина. Роли исполняли: Комиссар — Л. Добржанская, Сиплый — Н. Светловидов)[1].
- 1933 — Камерный театр. Постановка Таирова; художник В. Рындин, композитор Книппер. Роли исполняли: Ведущие — Александров и Чаплыгин, Комиссар — А. Коонен, Вайнонен — Новлянский, Рябой — Ю. Хмельницкий, Алексей — М. Жаров, Вожак — С. Ценин, Командир — Яниковский, Сиплый — Кларов, Боцман — И. Аркадин, главарь анархистов — Дорофеев. Премьера состоялась 18 декабря[1].
- 1952 — Псковский академический театр драмы имени А.С. Пушкина. Первая послевоенная постановка. Режиссёр Леонид Лурье. В роли Алексея — Виктор Лукин[14].
- 1955 — Владимирский областной драматический театр имени Луначарского. Роль Вожака исполнил Евгений Евстигнеев.
- 1955 — Ленинградский академический театр драмы им. А. С. Пушкина. Постановка Георгия Товстоногова; художник Босулаев, композитор — К. Караев. Роли исполняли: Комиссар — О. Лебзак, Алексей — Игорь Горбачёв, Вожак — Юрий Толубеев.
- 1956 — Омский драматический театр. Постановка Д. Бархатова. Роли исполняли: Комиссар — А. Кржечковская, Вайнонен — М. Бибер, Алексей — А. Ерошенко, Вожак — С. Пономарев, Сиплый — В. Раутбарт, Боцман — Р. Ушаков, Главарь анархистов — Н. Слесарев, Старая женщина — П. Майская.
- 1957 — Саратовский театр драмы. Режиссёр-постановщик Н. А. Бондарев (Алексей — Юрий Каюров, Сиплый — Вацлав Дворжецкий, комиссар — Ливия Шутова[15]. В 1986 году ещё одну постановку пьесы в Саратовском театре предпринял А. И. Дзекун.
- 1958 — Тбилисский театр им. Шота Руставели. Постановка Арчила Чхартишвили.
- 1967 — Малый театр. Постановка Л. В. Варпаховского; художник Д. Л. Боровский, композитор Л. Л. Солин. Роли исполняли: Комиссар — Руфина Нифонтова, Алексей — Евгений Весник, Вожак — Михаил Царёв).
- 1967 — Ереванский театр им. Сундукяна. Постановка Р. Капланян[16].
- 1981 — Большой драматический театр им. Горького. Постановка Г. А. Товстоногова; художник Э. С. Кочергин; режиссёр Ю. Е. Аксёнов; композитор С. Е. Розенцвейг. Роли исполняли: Комиссар — Л. Малеванная, Вожак — Е. Лебедев, Алексей — А. Толубеев, Сиплый — О. Борисов. Премьера состоялась 17 февраля[17].
- 1983 — «Ленком». Постановка Марка Захарова. Роли исполняли: Беринг — Олег Янковский[18], Вайнонен — Виктор Проскурин.

#### В других странах
С середины 1930-х годов пьеса неоднократно ставилась и за рубежом.
- 1935 — Оломоуцкий театр (Чехословакия)[19]
- 1935 — Национальный театр (Прага)[19]
- 1937 — Мадридский театр «Сарсуэла»[19]
- 1950 — «Независимый театр» (Париж)[19].
- 1957 — «Берлинер ансамбль». Постановка М. Векверта и П. Палича[20].

### Экранизации
- 1963 — Оптимистическая трагедия (1963). Постановка С. Самсонов; художники — И. Новодерёжкин и С. Воронков. Роли исполняли: Комиссар — Маргарита Володина, Вожак — Борис Андреев, Сиплый — Всеволод Санаев, Алексей — Вячеслав Тихонов.